# Baierkarspitze
Le Baierkarspitze est une montagne culminant à 1 909 m d'altitude dans le massif des Karwendel.

## Géographie
La montagne se situe dans le chaînon du Soierngruppe.

## Ascension
L'ascension débute à l'Oswaldhütte dans la Rißtal par le Galgenstangenkopf (1 806 m), le Fermerskopf (1 851 m) et le Baierkarspitze ou bien au Soiernhaus par le Gumpenkarspitze et le Krapfenkarspitze.